# Резня на реке Бэр
Резня на реке Бэр (англ. Bear River Massacre), известная также как Сражение на реке Бэр (англ. Battle of Bear River) или Резня на Боа-Огои (англ. Massacre at Boa Ogoi) — вооружённый конфликт между Соединёнными Штатами Америки и северными шошонами, произошедший 29 января 1863 года на территории современного американского штата Айдахо.

## Предыстория
Долина Кэш (Кэш-Вэлли), была традиционным местом проживания северных шошонов. Они охотились здесь на бизонов, лосей и оленей, а также на более мелкую дичь, такую как сурки и суслики. Кроме того, шошоны в долине Кэш занимались собирательством и ловлей рыбы.
Долина привлекала внимание многих известных трапперов и охотников, таких как Джим Бриджер, Джедедайя Смит и Джозеф Мик. В этом районе проходили рандеву маунтинменов. Белые охотники рекомендовали мормонским пионерам основать поселение в Кэш-Вэлли, но Бригам Янг предпочёл долину Большого Солёного озера. Позднее, некоторые мормоны поселились в долине Кэш, и 31 июля 1847 года состоялась встреча лидеров шошонов с представителями Церкви Иисуса Христа Святых последних дней для решения земельных вопросов.
Открытие Орегонской тропы и основание Солт-Лейк-Сити послужили тому, что к 1856 году в долине Кэш возникли первые постоянные поселения белых людей. Бригам Янг старался установить добрососедские отношения с окружающими индейскими племенами — шошонами, банноками, ютами, не-персе и флатхедами. Мормоны даже окрестили некоторых вождей индейцев, но большинство лидеров северных шошонов не хотели видеть белых людей в долине Кэш. Животные переселенцев уничтожали траву в долине, караваны фургонов распугивали дичь — всё это обрекало шошонов на голод.

## Конфликты в Кэш-Вэлли
Резне на реке Бэр предшествовали несколько инцидентов, которые произошли в долине Кэш и её окрестностях.

### Казнь шошона
Когда один из жителей Саммит-Крика обнаружил пропажу лошадей, то он обвинил в этом молодого шошона, рыбачившего неподалёку. Роберт Торнли, иммигрант из Англии и первый поселенец Саммит-Крика, выступил в поддержку индейца, отвергая обвинения. Несмотря на это, белые поселенцы признали его виновным и повесили. Казнённого записали под именем Пагвини (англ. Pugweenee), но его подлинное имя неизвестно.
Молодой индеец был сыном вождя северных шошонов. В ответ на его казнь, несколько шошонских воинов убили двух белых поселенцев, когда те занимались заготовкой леса в близлежащем каньоне.

### Бойня при форте Холл
Летом 1859 года караван переселенцев из Мичигана в количестве 19 человек следовал по Орегонской тропе, когда в районе форта Холл на него напали индейцы. Предположительно это были банноки и северные шошоны. Несколько белых были убиты в результате этой атаки, оставшиеся в живых смогли укрыться в зарослях ивы и рогоза на реке Портньюф.
Через три дня после этого нападения их обнаружил лейтенант Ливингстон, следовавший из форта Валла-Валла. Он исследовал и задокументировал этот инцидент.

### Бойня в районе реки Снейк
9 сентября 1860 года группа переселенцев, которую возглавлял Элайджа Оттер, подверглась нападению в районе реки Снейк. Банноки и северные шошоны убили нескольких белых сразу во время атаки. Уцелевшим переселенцам удалось скрыться в ближайшем лесу, но индейцы нашли некоторых из них и убили. Четверо детей из группы были захвачены в плен индейцами и двое из них потерялись в горах.
Всего было убито 18 белых, позднее ещё пять человек скончались от полученных ранений. Тела убитых обнаружила рота американских солдат, под руководством капитана Дента.

### Бой в каньоне Провидения

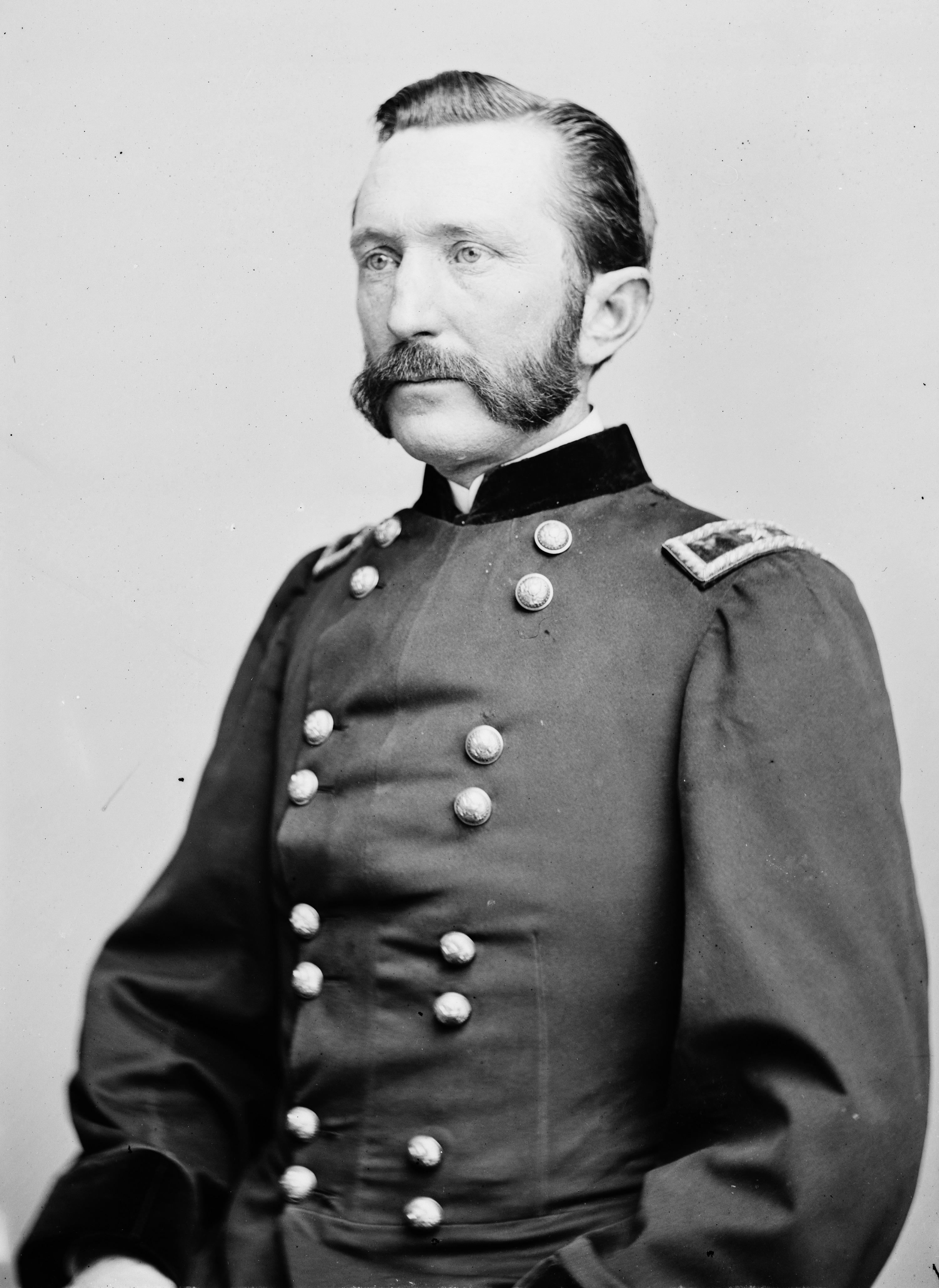
Полковник Патрик Коннор.

Дядя одного из похищенных на реке Снейк мальчиков и брат одного из убитых, Закиас Ван Орнум, прибыл с группой друзей в форт Дуглас и попросил помощи у американских военных, чтобы вернуть своего племянника. Полковник Коннор, стараясь положить конец нападениям на караваны переселенцев, послал майора Эдварда Макгарри с двумя отрядами, чтобы вернуть пленника.
Закиас Ван Орнум обнаружил местонахождение индейской общины, в которой по его сведения, находился мальчик. Хотя эта община состояла из банноков и шошонов, руководили ею северные шошоны, и Медвежий Охотник был одним из самых активных военных вождей. Когда войска вошли в долину Кэш, они обнаружили, что многие индейцы покинули лагерь. Вооружённые луками, стрелами и ружьями, между лагерем и близлежащими холмами показались около 30 воинов. Солдаты, разбившись на три группы, сумели загнать индейцев в каньон Провидения, после чего, Макгарри отдал приказ убивать всех шошонов.
После двухчасового боя, Медвежий Охотник показался на вершине холма с флагом перемирия. Майор Макгарри прекратил огонь лишь после того, как один из гражданских, находившийся в его отряде, убедил его, что индейцы больше не хотят сражаться. Когда военные действия прекратились, Медвежий Охотник и четверо его воинов, были задержаны как заложники. Макгарри приказал вождю шошонов послать людей, чтобы отыскать и привезти пленника. На следующий день шошоны доставили в армейский лагерь мальчика, который подходил под описания племянника Ван Орнума.
Вернувшись в форт Дуглас, Макгарри доложил полковнику Коннору о том, что мальчик спасён, а в его отряде потерь нет.

### Инцидент на реке Бэр
4 декабря 1862 года полковник Коннор вновь отправил Макгарри к шошонам с целью вернуть украденный ими скот. Индейцы свернули свой лагерь и бежали. Майору удалось захватить в плен четверых индейцев около реки Бэр. Он направил послание вождям, в котором предупреждал, что убьёт заложников, если угнанный скот не будет возвращён.
Вместо того, чтобы подчиниться требованиям, банноки и шошоны ушли на север долины Кэш. Макгарри выполнил свою угрозу, расстреляв заложников, их тела были сброшены в реку Бэр.

### Нападения на Монтановской тропе
После расстрела воинов, индейцы решили убивать любого белого, который ступит на земли к северу от реки Бэр до тех пор, пока не отомстят за смерть своих соплеменников.
Первыми жертвами пали Генри Бин и Джордж Клейтон, двое посыльных из Баннок-Сити, штат Монтана. Затем индейцы атаковали группу шахтёров на Монтановской тропе. Трое горняков сумели добраться до города Ричмонд, штат Юта. Прежде чем они вернулись с подмогой, оставшиеся шахтёры отбили нападение индейцев, потеряв одного человека. Убитым оказался Джон Генри Смит из Валла-валла. Оставшиеся в живых шахтёры выдвинули обвинения против индейцев. Один из них, Уильям Бевинс, заявил под присягой, что индейцы уничтожили группу из 10 человек, направлявшуюся к Большому Солёному озеру, за три дня до гибели Смита.
Вследствие этого, главный судья Территории Юта выдал ордер на арест Медвежьего Охотника, Сагвитча и Санпитча — вождей шошонов, которые, как предполагалось, несли ответственность за эти нападения.

## План Коннора
После всех нападений индейцев в районе Кэш-Вэлли и Монтановской тропы полковник Коннор был настроен на решительные действия. Он решил положить конец дипломатическим действиям и покорить индейцев любой ценой. На протяжении всего января 1863 года солдаты в форте Дуглас готовились к длительной экспедиции. Когда начальник полиции Айзек Гиббс попросил военный эскорт, чтобы он мог представить ордер на арест враждебных вождей, Коннор ответил ему, что он составил план широкомасштабного наступления и не собирается менять его. Однако Гиббсу было разрешено присоединиться к экспедиции на поиски общины Медвежьего Охотника.
Первая группа — в количестве 80 пехотинцев, под руководством капитана Сэмюэла Хойта — покинула форт 22 января. Вторую группу, из 220 кавалеристов, возглавил лично Патрик Коннор. Две армейские группировки встретились в районе города Франклин.

## Атака Коннора
Около шести утра 29 января 1863 года армия Патрика Коннора прибыла к лагерю шошонов. Артиллерийские орудия к месту сражения американцам доставить не удалось в связи с плохими погодными условиями. Вождь шошонов Сагвитч обнаружил присутствие чужаков и вскоре прозвучали первые выстрелы.
Коннор послал своих солдат в лобовую атаку на позиции шошонов, но она захлебнулась, индейцы успешно отразили первоначальный натиск. После отступления полковник приказал атаковать шошонов по флангам, а также совершить нападение с тыла. Армия США пресекала попытки индейцев бежать с места сражения. Приблизительно через два часа после начала битвы у шошонов кончились боеприпасы и сражение превратилось в резню. Большинство воинов погибло ещё во время боя. Некоторые из шошонов бежали к холмам, переплывая реку, но пути к отступлению находились под таким сильным огнём, что мало кому удалось спастись. Солдаты Коннора убили множество женщин и детей, не оказывающих никакого сопротивления. Имущество шошонов было уничтожено.

## Итоги
Несмотря на бойню, устроенную солдатами Коннора, часть шошонов смогла спастись. Некоторые спрятались в ивовых зарослях на берегах реки Бэр, другим удалось бежать. Солдаты вернулись в свой временный лагерь близ Франклина. Раненые, на санях, были доставлены в Солт-Лейк-Сити.
Калифорнийские добровольцы потеряли 14 человек убитыми и 49 ранеными, из которых семеро позже скончались. Коннор заявил, что его солдаты убили 224 индейских воина из 300, захватили 175 лошадей, уничтожили жилища и припасы шошонов. Жители Франклина позднее утверждали, что число убитых шошонов было гораздо больше — так датский иммигрант Ханс Ясперсон в своей автобиографии, вышедшей в 1911 году, написал, что насчитал 493 убитых шошона.
Хотя действия Коннора были подвергнуты критике, он добился желаемого результата, положив конец нападениям шошонов в этом районе Запада США. Резня на реке Бэр открыла дорогу для дальнейшего заселения Дикого Запада.